# クレーヴの奥方 (1999年の映画)
『クレーヴの奥方』（フランス語: La lettre, 「手紙」の意）は、1999年製作・公開、マノエル・デ・オリヴェイラ監督のポルトガル・フランス・スペイン合作映画である。

## 略歴・概要
フランスのラファイエット夫人による17世紀の小説『クレーヴの奥方』が原作であり、日本語題名は原作のタイトルを踏襲している。
1961年にジャン・ドラノワが監督した映画『クレーヴの奥方』とは異なり、舞台は現代のフランスである。原作の発表当時も実在の人物が実名で描かれていたが、本作でも実在の人物であるペドロ・アブルニョーザ、マリア・ジョアン・ピレシュが本人役で出演している。原作の「ヌムール公」にあたる役をアブルニョーザが実名で演じている。
同年5月21日開催の第52回カンヌ国際映画祭でパルムドールにノミネートされ、審査員賞を獲得した。カンヌ、同年9月4日のモントリオール世界映画祭、同年9月10日のトロント国際映画祭を経て、同年9月22日にフランスで、同年9月24日にポルトガルで劇場公開された。
日本での劇場公開は完成2年後の2001年6月9日で、東京・日比谷のシャンテ シネ（現在のTOHOシネマズシャンテ）等で上映された。翌2002年3月25日には、紀伊國屋書店から日本語字幕版DVDが発売されたが、その後廃盤となった。 

## キャスト
- キアラ・マストロヤンニ - クレーヴ夫人カトリーヌ
- アントワーヌ・シャペー - クレーヴ氏
- フランソワーズ・ファビアン - シャルトル夫人
- ペドロ・アブルニョーザ - ペドロ・アブルニョーザ（本人役）
- スタニスラス・メラール - フランソワ・ド・ギーズ
- レオノール・シルヴェイラ - 修道女
- マリア・ジョアン・ピレシュ - マリア・ジョアン・ピレシュ（本人役）
- アニー・ロマン - ダ・シルヴァ夫人
- ルイス・ミゲル・シントラ - ダ・シルヴァ氏
- クロード・レヴェーク - シャルトル夫人の主治医
- リカルド・トレパ - よそもの
- アラン・ギヨ - ジュユリーの重役
- ジャン＝ルー・ヴォルフ - 病院の医師
- アレクサンドル・ナネア
- マルセル・トゥルー - 庭師
- クロード・センペレ - テレビの司会者の声

## ストーリー
カトリーヌ（キアラ・マストロヤンニ）は、宝石店の美しい娘である。マリア・ジョアン・ピルシュ（本人）の演奏会に両親であるシャルトル夫妻と出かけた夜、母（フランソワーズ・ファビアン）の友人のダ・シルヴァ夫人（アニー・ロマン）から、医者のクレーヴ氏（アントワーヌ・シャペー）を紹介される。カトリーヌには求愛してくる青年フランソワ（スタニスラス・メラール）がいるが、クレーヴ氏と結婚することになった。
ある夜開かれたグルベンキャン財団主催の夜会に夫とともに訪れたカトリーヌは、ゲストで招待されていたポルトガルのロック歌手ペドロ・アブルニョーザ（本人）に惹かれる。ペドロもカトリーヌに興味を持つ。
やがて母は娘の心を知り、夫への忠誠がたいせつであり堕落するところを観ずに死ねてよかったと言って死ぬ。フランソワが事故で死んでいたことを知るが、動揺はしない。しかしペドロが事故に遭ったことをニュースで知り、カトリーヌはひどく動揺する。クレーヴ氏は妻の様子に不安になる。

## 註
1. 1 2 3 4  #外部リンク欄、La lettre, Internet Movie Database, 2009年10月17日閲覧。二重リンクを省く。
2. ↑  クレーヴの奥方 DVD、紀伊國屋書店、2009年10月17日閲覧。